# Carditopsis smithii
Carditopsis smithii är en musselart som först beskrevs av Dall 1896.  Carditopsis smithii ingår i släktet Carditopsis och familjen Condylocardiidae. Inga underarter finns listade i Catalogue of Life.